# Железнодорожная ветка Енисей — Дивногорск
Железнодорожная ветвь Енисей — Дивногорск соединяет город Дивногорск со станцией Енисей, расположенной на Транссибирской магистрали в городе Красноярске. Линия однопутная, электрифицирована на переменном токе. Её длина 31 километр (до Дивногорска).

## История

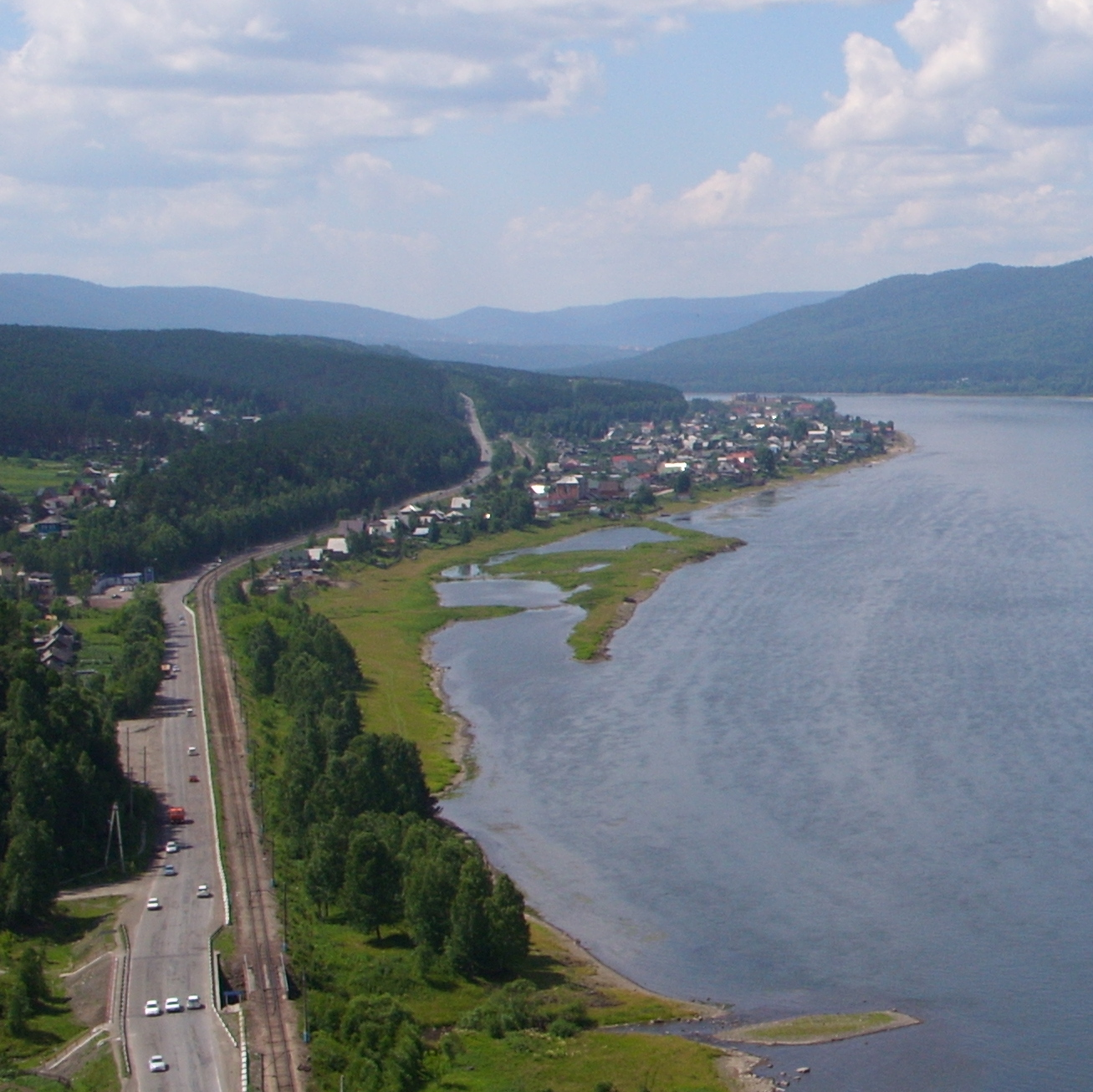
ЖД линия (справа от автодороги)

- 13 октября 1961 года по ещё строящейся ветви из Лалетино в Слизнево был перевезен первый груз — передвижная котельная. Ветвь строили трест «Красноярсктрансстрой», трест «Мостострой-2», мотоотряд № 7, мостопоезд-442, строительно-монтажный поезд № 298 треста «Уралтранстехмонтаж». Всего на 31 километре трассы было возведено 55 искусственных сооружений, отсыпано 1,5 млн кубометров скального грунта.

- 16 марта 1962 года от станции «Енисей» до станции «Дивногорск» было открыто движение с уменьшенной скоростью для рабочих поездов. На следующий день была доставлена деревянная будка — первое здание станции. С 5 мая 1962 года началась регулярная доставка грузов по железной дороге до станции «Дивногорск». 10 ноября 1962 грузы уже доставлялись на базу УТМС, а к концу 1962 года были проложены пути до РМЗ, бетонного завода, ЗЖБИ.

- За годы строительства Красноярской ГЭС было перевезено более 5 млн тонн грузов.

- 29 января 1963 года было создано Управление железнодорожного хозяйства Управления строительства Красноярской ГЭС. 26 марта, на следующий день после перекрытия Енисея, из Овсянки в Дивногорск до бетонного завода прибыл первый пассажирский поезд, называемый среди машинистов «матаней».

- В апреле 1964 года началось возведение пешеходного моста через железнодорожные пути в районе станции Дивногорск.

- 14 ноября 1969 года железная дорога «Енисей» — «Дивногорск» была принята Государственной комиссией в постоянную эксплуатацию.

- 12 января 1970 года началось регулярное движение электропоездов по маршруту «Красноярск» — «Дивногорск». В том же году был сдан в эксплуатацию современный железнодорожный вокзал.

- В середине 1990-х годов была упразднена станция Усть-Мана.

- 28 июля 2009 года на станции Дивногорск была открыта первая очередь музея железнодорожной техники. К концу сентября 2009 года экспонаты музея были зверски разгромлены вандалами и в начале октября 2009 года экспонаты отогнали в Красноярск для ремонта[1].

## Инфраструктура
Ветвь начинается на 4103 километре Транссибирской магистрали, на станции Енисей, проходит с востока на запад вдоль правого берега Енисея, частично вдоль отрогов Восточного Саяна. Имеет мосты через реки Базаиху и Ману, семь станций и платформ. Оснащена полуавтоматической блокировкой. На всех станциях и остановочных пунктах, кроме Слизнево и Тихие Зори, платформы расположены с южной стороны пути.
Пассажирское сообщение доходит до станции Дивногорск. К западу от станции имеются 2 депо: для снегоочистителей и для маневровых тепловозов. Грузовое сообщение идёт дальше — до западного промышленного района Дивногорска. Железнодорожная ветка, которая вела еще дальше на запад непосредственно к Красноярской ГЭС была разобрана. Бывший железнодорожный мост через речку Листвянка высотой 45 метров в настоящее время используется для водопровода.

### Станции и остановочные пункты
- Енисей — начало ветви.

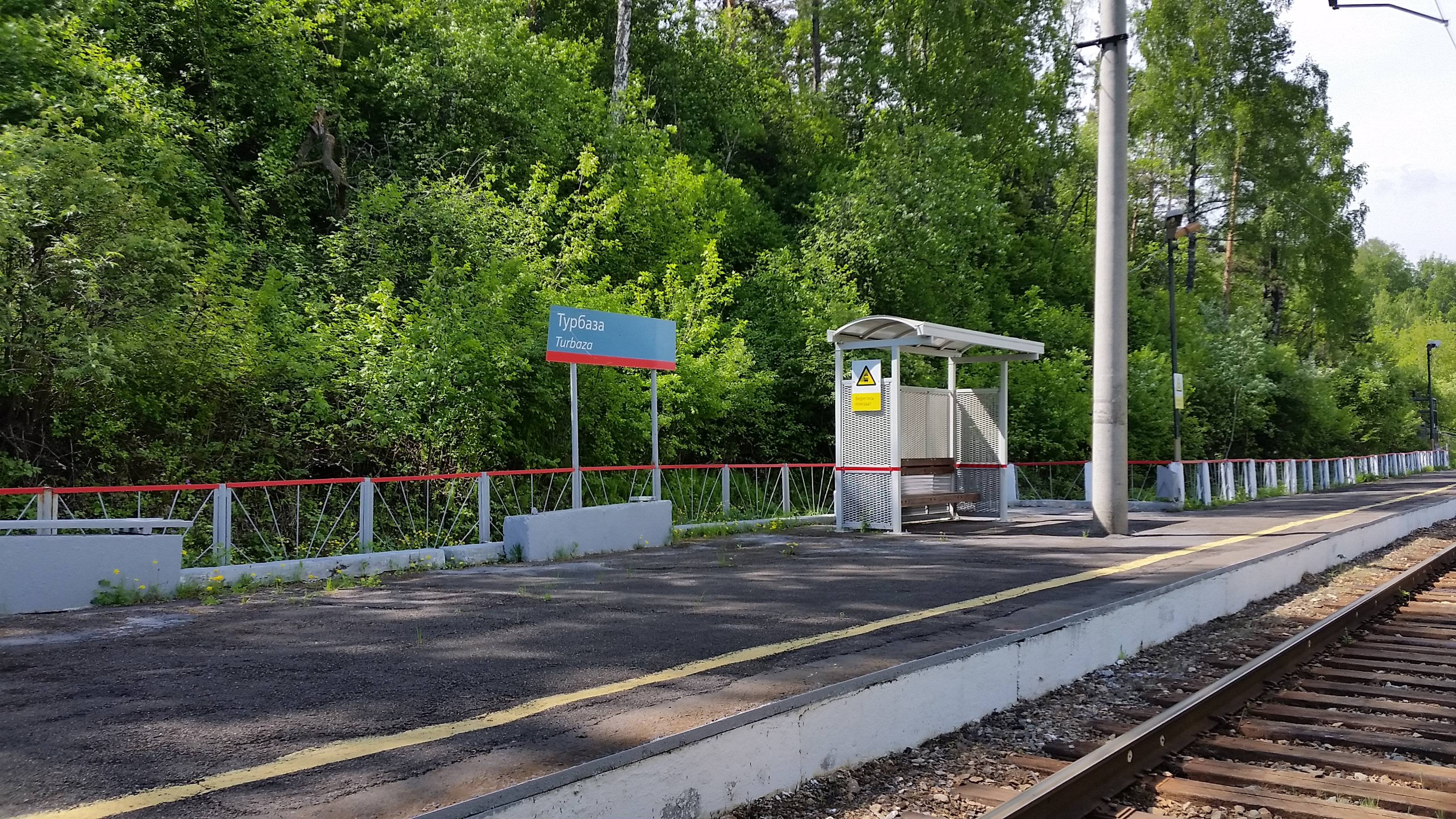
Остановочный пункт «Турбаза»

- Тихие Зори — платформа в районе Николаевского моста. Находится с правой стороны.
- Бобровый Лог —  платформа, максимально приближенная к одноимённому парку спорта и отдыха.
- Красноярские Столбы — станция. Находится в посёлке Базаиха, входящего в черту Красноярска. На станции три пути (раньше было пять), уложенные в виде парка-трапеции. Имеется несколько действующих подъездных путей. Посадочная платформа и вокзал находятся у первого пути. Названа в честь заповедника «Столбы», хотя дорога на него идёт от следующей платформы Турбаза. Примерно до 2003 года на станции разъезжались электропоезда. С 2018 года снова используется для разъезда электропоездов.
- Турбаза — платформа, расположена в черте Красноярска, неподалёку от бывшей турбазы, рядом с заповедником «Столбы». Зимой 2009—2010 года все электропоезда проезжали платформу без остановки.
- Слизнево — платформа, находится в одноимённом посёлке, рядом с автодорогой М54. Находится с правой стороны.
- Овсянка (Дом-музей В.П. Астафьева) — открытая в 2024 году к столетию со дня рождения писателя платформа в 0,6 км. от бывшей пл. Овсянка в непосредственной доступности от Дома-музея Виктора Астафьева.
- Молодёжный — платформа, расположена в селе Овсянка. До 2023 года носила название Овсянка[2]. Имеется навес.
- Усть-Мана — упразднённая станция, в настоящее время платформа. Располагала тремя путями. Существовал подъездной путь на базу пиломатериалов. До упразднения станции в середине 90-х годов XX века на ней разъезжались электропоезда. Несмотря на название, находится не в посёлке Усть-Мана, а в трёх километрах от него, на западной окраине села Овсянка.
- Нижняя Мана — платформа, находится в посёлке Усть-Мана. Имеется навес. Ранее называлась Мана; была переименована для избежания путаницы с одноименной станцией на линии Абакан — Тайшет.
- Дивногорск — конечная станция на ветви. Располагает четырьмя путями, вокзалом и надземным переходом. В 2019 году вокзал претерпел реконструкцию.

## Интересные факты
- В западной горловине станции Дивногорск контактная сеть заканчивается. Там же располагаются тепловозное депо и депо для снегоочистителей. Далее ветвь идёт на Красноярскую ГЭС, к заводу ЖБИ (вернее, это уже подъездной путь на Красноярскую ГЭС).
- Во время строительства Красноярской ГЭС железная дорога к ней шла южнее нынешней. Она проходила по знаменитому среди дивногорцев «Чёртову мосту» через реку Заречную Листвянку. На месте этой дороги сейчас расположен гаражный массив. В некоторых местах ещё можно увидеть остатки пути: устои моста через автомобильную дорогу Р257(М54 «Енисей»), шпалы в некоторых местах. В 1968 году линию через «Чёртов мост» закрыли из-за технического состояния моста. Сейчас по этому мосту проходит теплотрасса. Однако, если присмотреться, шпалы на мосту по-прежнему на месте. Также мост популярен среди экстремалов: по выходным на нем проходят прыжки с тарзанки.

## Пассажирское движение
По состоянию на январь 2022 года, до Дивногорска ходят:
- по будням - 7 электропоездов (обратно — восемь, так как первый электропоезд состоит из двух сцепленных электропоездов, которые расцепляются в Дивногорске);
- по выходным - 6 пар электропоездов.
В 2003 году были в ходу 6 пар электропоездов по будням и 7 по выходным. Подробнее см. Дивногорск.

## Источник
- «Огни Енисея», № 62